# 約翰瑟科格爾山

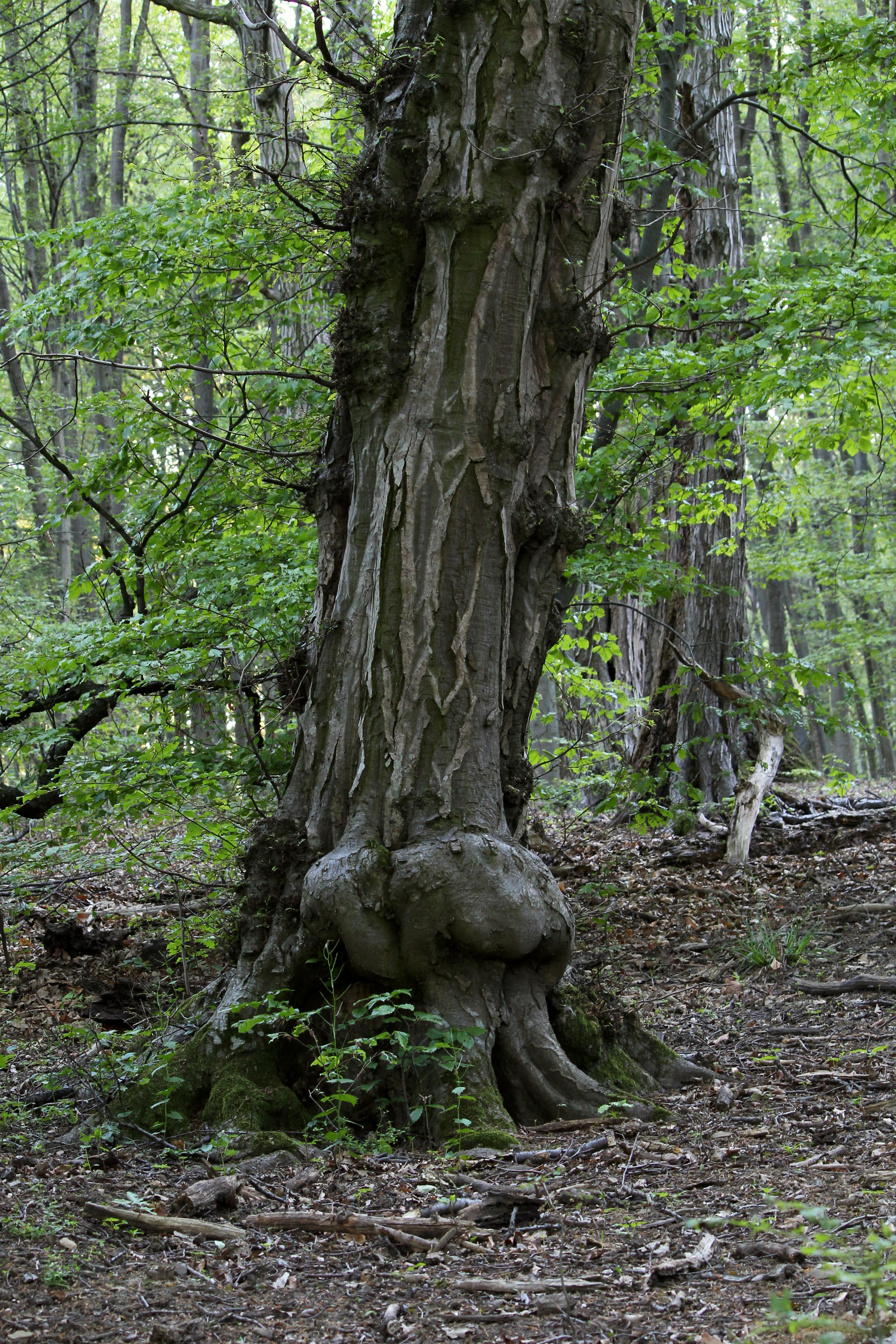

48°11′22″N 16°12′47″E / 48.18944°N 16.21306°E
約翰瑟科格爾山（德語：Johannser Kogel），是奧地利的山峰，位於該國東北部，由維也納負責管轄，屬於維也納林山的一部分，海拔高度377米，每年平均降雨量904毫米。